# Maják Alfanzina
Maják Alfanzina, portugalsky Farol de Alfanzina, stojí na útesech jižního Portugalska a navádí lodě do přístavu Carvoeiro. Je pod správou Portugalského námořnictva.